# 髙田万由子
髙田 万由子（たかた まゆこ、1971年1月5日 - ）は、日本の女優、タレント。本名同じ。東京都出身。研音所属。
夫は音楽家の葉加瀬太郎。婚姻に際して葉加瀬が髙田姓になったため、本人は改姓していない。イギリス（ロンドン）在住。名字の「たかた」は「はしごだか」の「髙田」が正式な表記であるが、一部メディアにおける常用外漢字及び旧字体の使用制限の為、新字体の「高田」と表記される事の方が多い。

## 人物
東京出身。1976年4月、愛育幼稚園に入園。泣いている子どもがいると「泣かないで」とハンカチを持って慰めるなど、優しい性格から教員によくかわいがられていた。父方の祖母が白百合学園出身だったため、1977年4月白百合学園小学校に入学。白百合では小学校4年生からフランス語を学んだ。白百合学園中学校を経て、白百合学園高等学校に進むが、その間スイスのボーディングスクール（ル・ロゼ）に1年間留学。白百合では退学しないと留学が認められないため、万由子は一度退学し、編入試験を受けて白百合の2年生に復学している。1990年4月、後期試験に合格し東京大学文科三類に入学（インタークラス2組に配属）。1994年3月、東京大学文学部西洋史学科を卒業した。
大学時代は、日本テレビイベントコンパニオン(現：日テレイベコン)として活動していた。
東大在学中に篠山紀信の『週刊朝日』（1991年7月26日号）「紀信の女子大生シリーズ」表紙モデルに起用されたのをきっかけに、ミノルタの広告に起用される。1993年12月ビーイング系から黒澤摩璃子、瀬木佑未子とともに『Beaches』の一員として『今すぐ夏へ連れ去って』（B-VAP）でCDデビュー。そのほかセカンド・シングル『真夏のBOYS&GIRLS』ミニアルバム『Beaches』を発売。フジテレビ系番組「たけし・逸見の平成教育委員会」レギュラー出演が、テレビデビューとなる。
1999年3月にヴァイオリニストの葉加瀬太郎と結婚。同年7月に第1子（長女）、2006年8月第2子（長男）を出産。長女の高田向日葵は東日本大震災後、セント・ヴィーダスト・フォレスター・レーン教会において復興祈願のチャリティーコンサートを行った。
特技は乗馬とフランス語で、フジテレビ系のとんねるずのバラエティ番組が主催した馬術大会に出場して優勝した経験も持ち、趣味は海外旅行・乗馬・スキー・料理・ウォータースポーツ。
高田家は、明治時代に武器・機械商として財を成し「明治三大貿易商之一」とまでいわれた高田商会の高田慎蔵の末裔で、万由子の祖母も東京都港区虎ノ門に時価200億円ともいわれる大正時代の豪邸を所有していた。万由子も一時期、この邸宅で起居していたが、建物は2002年に解体され、跡地は虎ノ門タワーズオフィスとなっている。

## 出演

### テレビドラマ
- Panasonicスペシャル「もっと、ときめきを　－ふたりまでの距離－」（1992年、日本テレビ）
- 土曜ワイド劇場 尼さん探偵事件帖（1993年、テレビ朝日）
- オトコの居場所（1994年、日曜劇場、TBS） - 深町すみれ 役
- ジューン・ブライド（1995年、TBS） - 高嶺操 役
- おいしい関係　（1996年、フジテレビ）-秋山映子役
- 火曜サスペンス劇場 罠の女（1995年、日本テレビ）
- ミセスシンデレラ（1997年、フジテレビ） - 西村千恵 役
- 木曜日の怪談タイムキーパーズ（1997年、フジテレビ） - 八木みゆき 役
- お笑い金田一少年の事件簿（1997年、日本テレビ） - 高田万由子（本人） 役
- 太陽がいっぱい（1998年、関西テレビ） - 中野良江 役
- ケイゾク第7話（1999年2月19日、TBS） - 山田菜穂子　役
- 朝の連続テレビ小説 こころ（2003年、NHK） - 橘涼子 役
- 伝説のマダム（2003年、日本テレビ） - さざなみ 役
- すずがくれた音（2004年、愛の劇場、TBS） - 風祭麻子 役 ※主演
- 土曜ワイド劇場 新・赤かぶ検事奮戦記（1994年 - 2003年、ABC） - 柊葉子 役 ※第13作まで
- 金曜エンタテイメント スチュワーデス刑事（2005年、フジテレビ） - 下山淑子 役 ※第9作にゲスト出演
- プロポーズ 本当にあったプロポーズにまつまる3つの物語 episode2「離婚夫婦」（2005年、日本テレビ）

### バラエティ・教養番組
- たけし・逸見の平成教育委員会（フジテレビ、1991年10月19日 - 1993年3月）
- 料理の鉄人 （フジテレビ） - 審査員
- 優しい人なら解ける クイズやさしいね（フジテレビ） - 解答者、不定期出演
- どうぶつ奇想天外!（TBS）- 解答者
- うたのなる木（NHK-BS2、1994年4月4日 - 1995年3月31日） - 司会
- クイズ赤恥青恥（テレビ東京、1995年4月8日 - 1999年4月28日） - 司会
- サンデージャポン（TBS）（2001年10月 - 2006年3月）
- ネプリーグ (2005年11月7日-2020年1月20日、準レギュラー、フジテレビ)
- 世界バリバリ★バリュー（毎日放送） - 解答者
- 愛のエプロン（テレビ朝日）
- たかじんのそこまで言って委員会（読売テレビ）
- 太田光の私が総理大臣になったら…秘書田中。（日本テレビ） - パネラー
- 日本史サスペンス劇場（日本テレビ） - 歴史レポーター
- 夢の扉 〜NEXT DOOR〜（TBS） - ドリームナビゲーター
- 奇跡の地球物語〜近未来創造サイエンス（テレビ朝日、2009年11月8日） - ゲストナレーション
- いい旅・夢気分（テレビ東京） - 旅人
- 社見学!スクープを探せ!（テレビ東京） - レポーター

### 音楽番組
- オリジナルコンサート〜私たちの創った音楽〜（テレビ朝日、1998年頃） - 司会

### 映画
- ゴト師株式会社 悪徳ホールをぶっ潰せ!（1993年、松竹） - ユミ 役

ゴト師株式会社2 ゴト師 VS ゴト師（1994年、松竹）
- UFO仮面ヤキソバン 怒りのあげ玉ボンバー（1994年、ビクターエンタテインメント） - かやくみこ 役 ※ビデオ映画作品

### 舞台
- We Are The World（1993年） シアターアプル
- たそや あんどん（1994年）東京宝塚劇場
- こくまろな女たち（2001年）名古屋、東京Bunkamuraシアターコクーン

### 広告
- ミノルタ
- JVC
- 日本コカ・コーラ（1994年）
- ロート製薬
- カゴメ「100%キャロットジュース」
- 中部電力
- カルビー
- 大正製薬
- 三井不動産
- 三松
- 東急グループ「東急プラザ」
- ハウス食品「こくまろ」
- ソシエ・ワールド
- 花王「メリット」（2010年2月から、江角マキコ・坂下千里子（2013年3月上旬まで）・藤本美貴（2013年3月中旬以降）と共演）
- ケーヨーデイツー（2011年4月から2013年3月まで）
- タケダ「ベンザブロックIP」（2011年度下半期、綾瀬はるかと共演）

## 書籍

### 単著
- 『サクラサク。―わたしの東大合格物語』（2000年5月）ビジネス社、ISBN 978-4828408699
- 『私の人生 たかたま道―ミーハー学のススメ』（2000年7月）音楽専科社、ISBN 978-4872790399
- 『高田万由子のおしゃれな秋冬ニット―素敵なニット&使いやすい小物30点掲載』レディブティックシリーズ (1939)（2002年9月）ブティック社、ISBN 978-4834719390
- 『高田万由子の愛いっぱいの贈り物レシピ―大切な人が喜ぶごちそうをプレゼント』（2005年3月）ソニーマガジンズ、ISBN 978-4789724975
- 『東大ママ、高田万由子の家族がもっと幸せになる24のヒント』（2005年12月）祥伝社、ISBN 978-4396410872

### 共著
- こわせたまみ、冨永佳与子、高田ひまり『CDできく童謡よみきかせ絵本〈2〉』（2007年7月）成美堂出版、ISBN 978-4415302003

### 翻訳
- フロランス・グラジア、イザベル・シャルリー『ワニのアリステール』（2004年3月）アシェット婦人画報社、ISBN 978-4573062184
- フロランス・グラジア、イザベル・シャルリー『ルーシーとえがおの歯医者さん〜ワニのアリステール』（2004年9月）アシェット婦人画報社、ISBN 978-4573062191
- フロランス・グラジア、イザベル・シャルリー『ルーシーと宝探しの旅〜ワニのアリステール』（2004年12月）アシェット婦人画報社、ISBN 978-4573062207
- スージー・モーゲンスタン、マリー・ドゥ・サール『ド・レ・ミ わたしの バイオリン』《講談社の翻訳絵本》（2009年4月21日）講談社、ISBN 978-4062830157